# Karol Pruski

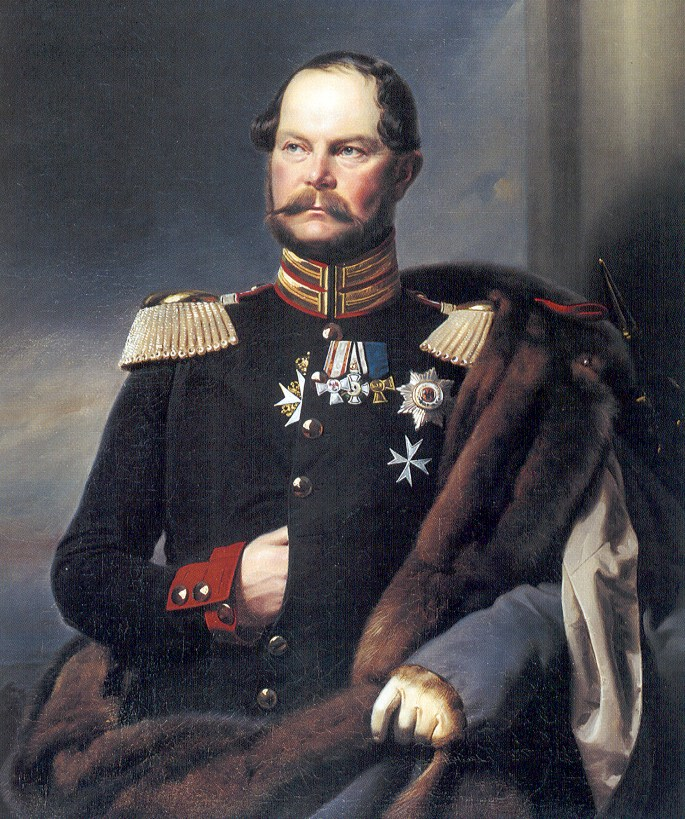
Karol Pruski, 1852

Fryderyk Karol Aleksander (ur. 29 czerwca 1801 w pałacu Charlottenburg w Berlinie; zm. 21 stycznia 1883 w Berlinie) – pruski arystokrata, książę Prus.

## Życiorys
Fryderyk Karol był trzecim synem Fryderyka Wilhelma III, króla Prus i jego żony królowej Luizy. Był bratem Fryderyka Wilhelma, przyszłego króla Prus, Wilhelma I, króla Prus i cesarza Niemiec oraz rosyjskiej carycy Aleksandry.
Ożenił się z Marią  z Saksonii-Weimaru-Eisenach. Uroczystość zaślubin odbyła się 26 maja 1827 roku w Charlottenburgu. Maria i Karol mieli trójkę dzieci:
- książę Fryderyk Karol Pruski (1828–1885);
- księżniczka Luiza Pruska (1829–1901);
- księżniczka Anna Pruska (1836–1918), matka Fryderyka Karola Heskiego.

Karol zmarł 21 stycznia 1883 roku w Berlinie.

## Odznaczenia
Do 1874:

- Order św. Jana (Wielki Mistrz Zakonu Świętego Jana od 1852)
- Order Orła Czarnego z Łańcuchem
- Order Wojskowy Pour le Mérite
- Krzyż Wielki Orderu Orła Czerwonego z Mieczami i Liśćmi Dębu
- Order Królewski Korony I Klasy
- Order Królewski Hohenzollernów I Klasy z Mieczami
- Krzyż Wielki Krzyża Żelaznego
- Złoty Krzyż Zasługi Wojskowej
- Order Książęcy Hohenzollernów I Klasy z Mieczami
- Order Świętego Jerzego (Hanower)
- Krzyż Wielki Orderu Gwelfów (Hanower)
- Order Lwa Złotego (Hesja)
- Order Alberta Niedźwiedzia I Klasy z Mieczami (Anhalt)
- Order Wierności (Badenia)
- Krzyż Wielki Orderu Zasługi Wojskowej Karola Fryderyka (Badenia)
- Krzyż Wielki Orderu Lwa Zeryngeńskiego (Badenia)
- Order Świętego Huberta (Bawaria)
- Krzyż Wielki Orderu Zasługi Wojskowej (Bawaria)
- Wielka Wstęga Orderu Leopolda (Belgia)
- Krzyż Wielki Orderu Henryka Lwa (Brunszwik)
- Order Słonia (Dania)
- Krzyż Wielki Orderu Legii Honorowej (Francja)
- Krzyż Wielki Orderu Zbawiciela (Grecja)
- Krzyż Wielki Orderu Ludwika (Hesja)
- Krzyż Zasługi Wojskowej (Hesja)
- Order Annuncjaty (Sabaudia)
- Krzyż Wielki Orderu Świętego Ferdynanda (Sycylia)
- Medal Zasługi Wojskowej (Lippe)
- Krzyż Wielki Orderu Korony Wendyjskiej (Meklemburgia-Schwerin)
- Krzyż Zasługi Wojskowej I klasy (Meklemburgia-Schwerin)
- Krzyż Zasługi Wojennej (Meklemburgia-Strelitz)
- Krzyż Wielki Orderu Świętego Karola (Monako)
- Krzyż Wielki Orderu Lwa Niderlandzkiego (Holandia)
- Krzyż Wielki Orderu Świętego Stefana (Węgry)
- Krzyż Zasługi Wojskowej z Dekoracją Wojenną (Austria)
- Krzyż Wielki Orderu Zasługi (Oldenburg)
- Krzyż Wielki Orderu Wieży i Miecza (Portugalia)
- Order Świętego Andrzeja (Rosja)
- Order Świętego Aleksandra Newskiego (Rosja)
- Order Orła Białego (Rosja)
- Order Świętej Anny (Rosja)
- Order Świętego Stanisława (Rosja)
- Order Świętego Jerzego III i IV Klasy (Rosja)
- Order Korony Rucianej (Saksonia)
- Krzyż Wielki Orderu Sokoła Białego z Mieczami (Weimar)
- Krzyż Wielki Orderu Ernestyńskiego (Saksonia)
- Order Królewski Serafinów (Szwecja)
- Order Złotego Runa (Hiszpania)
- Order Osmana I Klasy z Brylantami (Turcja)
- Krzyż Wielki Orderu Korony (Wirtembergia)
- Krzyż Wielki Orderu Zasługi Wojskowej (Wirtembergia)
- Order Orła Białego (1830, Polska)[2]
- Order Olgi (1871, Wirtembergia)[3]
- Krzyż Wielki Orderu Kalākauy (1881, Hawaje)[4]